# Liste der Biografien/Preh
Liste der Biografien |
Portal Biografien |
Personensuche
# |
A |
B |
C |
D |
E |
F |
G |
H |
I |
J |
K |
L |
M |
N |
O |
P |
Q |
R |
S |
T |
U |
V |
W |
X |
Y |
Z |
?
 
Pa |
Pc |
Pe |
Pf |
Ph |
Pi |
Pj |
Pk |
Pl |
Pm |
Pn |
Po |
Pr |
Ps |
Pt |
Pu |
Pv |
Pw |
Py
 
Pra |
Prc |
Pre |
Pri |
Prj |
Prk |
Prl |
Pro |
Prp |
Prs |
Prt |
Pru |
Prv |
Pry |
Prz
 
Prea |
Preb |
Prec |
Pred |
Pree |
Pref |
Preg |
Preh |
Prei |
Prej |
Prek |
Prel |
Prem |
Pren |
Preo |
Prep |
Prer |
Pres |
Pret |
Preu |
Prev |
Prew |
Prex |
Prey |
Prez
Die Liste der Biografien führt alle Personen auf, die in der deutschsprachigen Wikipedia einen Artikel haben. Dieses ist eine Teilliste mit 21 Einträgen von Personen, deren Namen mit den Buchstaben „Preh“ beginnt.

## Preh
- Preh, Jakob (1889–1945), Unternehmer und Firmengründer der Preh-Werke in Bad Neustadt/Saale

### Preha
- Prehauser, Gottfried (1699–1769), österreichischer Schauspieler und Schriftsteller

### Prehm
- Prehm, Wilhelm (1874–1942), deutscher Ingenieur und Luftschiffer

### Prehn
- Prehn, Elise (1848–1918), deutsche Blumenmalerin
- Prehn, Friedrich (1901–1985), deutscher Geher
- Prehn, Friedrich Christian (1810–1875), schleswig-holsteinischer Jurist und Politiker
- Prehn, Jeppe (1803–1850), deutsch-dänischer Verwaltungsjurist und Amtmann
- Prehn, Joachim Carl von (1674–1709), königlich dänischer Oberst und Chef des Reiter-Regiments Dithmersen
- Prehn, Johann Jacob (1746–1802), deutscher Verwaltungsjurist und Hochschullehrer
- Prehn, Johann Valentin (1749–1821), Frankfurter Konditormeister und Kunstsammler
- Prehn, Judah (* 2010), US-amerikanischer Schauspieler und Synchronsprecher
- Prehn, Lieselotte (1954–2019), deutsche Politikerin (PDS), MdL Mecklenburg-Vorpommern
- Prehn, Lothar (1946–2024), deutscher Fußballspieler
- Prehn, Martin (1831–1899), deutscher Ingenieur
- Prehn, Michael Eberhard (1717–1787), deutscher Kaufmann, Ratsherr und Gutsbesitzer
- Prehn, Michael Eberhard (1747–1818), deutscher Verwaltungsjurist, Senator und Bürgermeister
- Prehn, Peter (* 1941), deutscher Handballspieler
- Prehn, Rasmus (* 1973), dänischer Politiker
- Prehn, Thomas (* 1961), US-amerikanischer Radrennfahrer
- Prehn, Tom, dänischer Jazzmusiker (Piano)

### Preho
- Prehofer, Regina (* 1956), österreichische Managerin und Vizerektorin